# Biggekerke

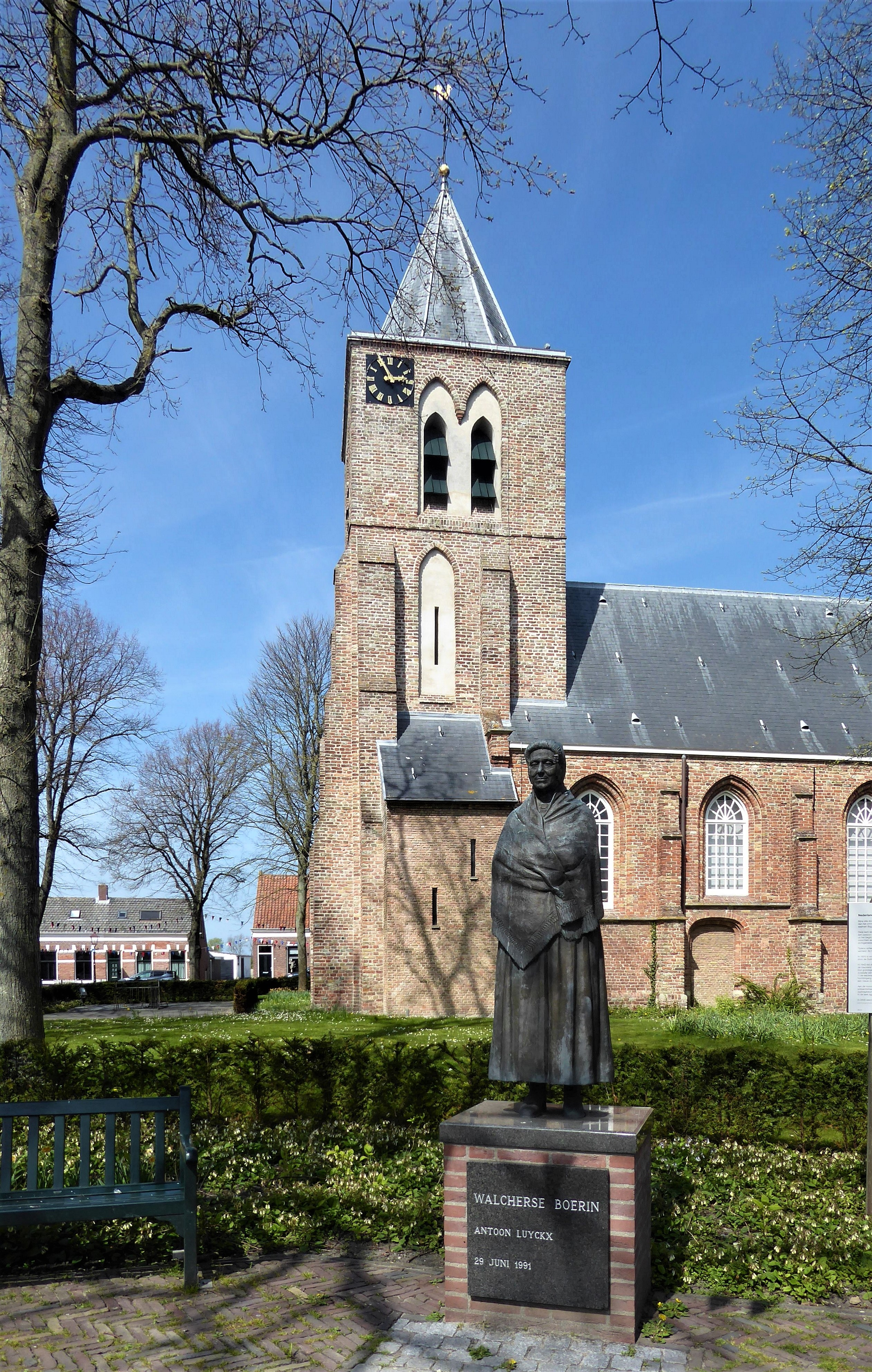
Laat-gotische dorpskerk, met standbeeld van een Walcherse boerin op de voorgrond

Biggekerke (Zeeuws: Beekerke) is een klein kerkdorp in de gemeente Veere, in de Nederlandse provincie Zeeland. Op 1 januari 2023 had het 865 inwoners. Het is een typisch Walchers kerkdorp.

## Geschiedenis
Hoewel de naam van het dorp weleens aanleiding geeft tot spot, heeft deze niets met varkens van doen: Bigge was in de vroege middeleeuwen een gangbare persoonsnaam. De plaatsnaam kan een heilige oorsprong hebben. Biggekerke zou naar de heilige Begga van Landen/van Andenne zijn vernoemd.
In de avond van 17 september 1944 kwamen 45 dorpelingen en zes Duitse soldaten om het leven bij een Brits bombardement. De Britten hadden het voorzien op geschut dat echter al was weggehaald. Op de begraafplaats staat een monument voor de slachtoffers.
Tot 1 juli 1966 vormde Biggekerke een zelfstandige gemeente, toen ging het dorp op in de nieuwe gemeente Valkenisse. Op 1 januari 1997 werd de gemeente Valkenisse opgeheven, sindsdien maakt Biggekerke deel uit van de gemeente Veere.

## Monumenten
De Hervormde kerk stamt uit de 15e eeuw. Korenmolen de Brassers Molen is een ronde stenen grondzeiler uit 1712. In het dorp liggen twee vliedbergen, een derde ligt ten zuiden van Biggekerke bij Klein Valkenisse.

## Topografie
Topografische kaart van de woonkern Biggekerke, per maart 2017